# نسيم أوصالح
نسيم أوصالح ، من مواليد 8 أكتوبر 1984 ، لاعب كرة قدم جزائري.
هو يلعب مع نادي شبيبة القبائل.